# National Lottery

Dos billetes de lotería nacional del Reino Unido se encuentran justo dentro de la entrada principal del hipermercado Tesco Extra en Yarrow Road, Tower Park, Poole, Dorset, Inglaterra.

La National Lottery (Lotería Nacional) es la lotería nacional del Reino Unido. Fue creada en 1993 por el grupo Camelot. 

## Juego
Hay varios juegos diferentes en activo bajo el nombre de National Lottery: 

### Lotto
Consiste en seleccionar 6 números entre 1 y 59. Se juega dos veces por semana (miércoles y sábados). El sorteo se realiza extrayendo seis bolas con estos números de una máquina, y luego otra (la bonus ball). Las categorías premiadas van desde los 3 hasta los 6 números correctos, siendo el segundo premio la combinación de 5 de esos 6 números más el bonus ball. El primer premio correspondiente al acierto de los seis números se denomina jackpot. Si hay más de un ganador, se divide el dinero entre ellos. Cada billete cuesta dos libras esterlinas. 
El sorteo de los sábados comenzó a realizarse el 19 de noviembre de 1994, y el del lunes comenzó el 5 de febrero de 1997. El sorteo se emite por televisión en el canal (BBC One) y por la radio (BBC Five Live).
Generalmente, si se aciertan tres números, se gana la suma de 10 libras, siendo el reparto completo de premios el siguiente:
| Correspondencia           | Premio                       | Probabilidad  |
| ------------------------- | ---------------------------- | ------------- |
| 3 números                 | £10                          | 1: 57         |
| 4 números                 | 2% de los fondos que restan  | 1: 1033       |
| 5 números                 | 10% de los fondos que restan | 1: 55.492     |
| 5 números y el bonus ball | 16% de los fondos que restan | 1: 2.330.636  |
| 6 números                 | 52% de los fondos que restan | 1: 13.983.816 |

## Otras formas de jugar
Además de en tiendas, los boletos se pueden comprar en línea. Después de registrar una cuenta, los jugadores pueden jugar números regulares mediante domiciliación bancaria o cargar su cuenta con dinero y jugar cuando lo deseen. Los ganadores son notificados por correo electrónico.
Se han descontinuado otras formas de jugar:
- Hasta septiembre de 2009, Lotto y EuroMillions estaban disponibles a través de Sky Active. Los jugadores podían comprar hasta ocho semanas de boletos a la vez.[1]
- Desde octubre de 2004 hasta el 30 de junio de 2013, era posible jugar por mensaje de texto.[2]
- A partir de julio de 2015, los boletos de "lucky dip" se podían comprar a través de la aplicación Pingit de Barclays.[3] Pingit fue descontinuado el 30 de junio de 2021.[4]

## Lotería Olímpica
Después del éxito de la candidatura de Londres para albergar los Juegos Olímpicos de Londres 2012, se lanzaron las tarjetas de rasca y gana de la Lotería Olímpica el 27 de julio de 2005 bajo la marca "Go for Gold". El 28% del precio de £1 se destinaba al Fondo de Distribución de la Lotería Olímpica, y las tarjetas de rasca y gana tenían la intención de recaudar £750,000,000 para cubrir los costos de la organización de los juegos.

## Regulación
La Lotería Nacional está regulada por la Comisión de Juego. Los reguladores anteriores fueron la Oficina de la Lotería Nacional hasta el 1 de abril de 1999, y la Comisión de la Lotería Nacional - un organismo público no gubernamental que informa al Departamento de Cultura, Medios de Comunicación y Deporte - hasta el 1 de octubre de 2013.
La Lotería fue establecida en 1993 bajo la Ley de la Lotería Nacional, etc., de 1993 y fue reformada mediante la Ley de la Lotería Nacional de 1998 y la Ley de la Lotería Nacional de 2006. La Lotería Nacional es miembro de la Asociación Mundial de Loterías.

### LaNational Lotteryen las noticias
- The lottery's winners and losers — Artículo sobre los diez primeros años de la National Lottery, editado por la BBC.
- London's Olympic Agenda de la BBC News.
- "Ten years of the Lottery", New Statesman suplemento especial, 8 de noviembre de 2004.
- The Lottery — it shouldn't be you — The Times, 27 de enero de 2006 — Artículo muy crítico con la National Lottery.

- Datos: Q1517536
- Multimedia: National Lottery (United Kingdom) / Q1517536